# Teen Titans Go!
Teen Titans Go! è una serie a fumetti pubblicata dal 2003 al 2008 negli Stati Uniti d'America dalla casa editrice DC Comics. È basata sulla serie televisiva Teen Titans dei primi anni 2000 con protagonisti i Giovani Titani (Teen Titans).

## Storia editoriale
La serie venne ideata da J. Torres e disegnata principalmente da Todd Nauck e Larry Stucker. Le serie sono ispirate da un tratto caratteristico dell'animazione giapponese.

## Personaggi principali
Il gruppo di supereroi Teen Titans è una squadra composta da cinque ragazzi che proteggono la Terra dalle forze del male; si chiamano:
- Robin: abile nelle arti marziali, è l'unico componente del gruppo che non ha poteri soprannaturali. È il primo pupillo di Batman, ma la sua identità non è rivelata, anche se alcuni indizi sembrano identificarlo come Dick Grayson: infatti, in un ipotetico futuro mostra di esser diventato Nightwing, caratteristica di Dick. Ha avuto una cotta per Barbara Gordon, ma in questo fumetto, emerge solo un innamoramento per Koriand'r.
- Stellarubia, nativa dal pianeta Tamaran, è una principessa, la seconda in linea di successione, per il trono del suo pianeta. Il vero nome è Koriand'r, per i terrestri Kory Anders, fondamentalmente è una ragazza semplice ed ingenua, ritiene gli umani "strani". Inizierà a provare sentimenti per Robin.
- Cyborg, divenuto per metà robot a seguito di un misterioso incidente. Il suo nome in origine era Victor Stone, è un tipo scherzoso e giocoso, non si fa problemi sull'essere un mezzo robot. Rimarrà sentimentalmente coinvolto con una ragazza vissuta nel 3000 a.C., dopo essersi ritrovato in quel tempo per via di una strega. Si innamorerà anche di Lella, quando si camufferà da cattivo per entrare nella scuola di Fratello Blood, ma la ragazza passerà dalla parte dei buoni e si fidanzerà con Kid Flash. C'è chi pensa sia sentimentalmente coinvolto con Bumblebee.
- Corvina, strega dotata dei poteri magici dell'oscurità, figlia di un'umana (Arella) e del demone Trigon. Viene dal regno di Azarath e ne è la principessa. Il suo vero nome è Rachel Roth. Rachel è una ragazza fondamentalmente introversa e chiusa in se stessa. Lei tenta di sopprimere i suoi sentimenti, poiché lasciando libere le sue emozioni non può controllare i suoi poteri. A quel punto crede di essere rimasta da sola, ma i Teen Titans le daranno appoggio morale. La sua migliore amica è Starfire. Il primo membro che ha conosciuto dei Teen Titans è Beast Boy, che incontra salvandogli la vita, anche se il membro che la conosce meglio è Robin, perché hanno instaurato un legame psichico; anche Bibi e Cyborg hanno fatto una "passeggiata" nella mente della ragazza. Sembra avere una cotta per Beast Boy.
- Beast Boy: soprannominato B.B. Può trasformarsi in ogni animale, il colore della sua pelle è verde. Il suo vero nome è Garfield Logan. La sua pelle è verde a causa di una proteina animale iniettatagli da piccolo, in modo da poter sconfiggere una malattia mortale. Dopo esser scappato dal suo tutore che lo voleva morto, incontra la Doom Patrol, da cui diverrà Changeling. Rischierà ancora di morire, ma verrà salvato da Corvina e con lei giungerà a Jump City. È innamorato di Tara Markov, ma sembra avere una cotta per Corvina.

## Nemici
- Slado: il nome originario è Slade Wilson ed è il nemico principale che compare più volte nella serie. Sembra che non abbia poteri come Robin, ma è un maestro nell'uso delle arti marziali, conosce a fondo la tecnologia e riesce sempre a convincere le persone a fare quello che vuole. È anche un servo di Trigon, il padre di Corvina, che lo risveglierà dalla morte, ma poi finirà per andare contro di lui e accompagnare Robin a recuperare Corvina. Il suo scopo era quello di mettere le mani su uno scettro e recuperare il suo aspetto, corrugato dalla lava a causa del vulcano.
- Terra: il nome originale è Tara Markov (figlia illegittima del re di Markovia), è dotata di poteri che dipendono dalle sue emozioni e può controllare la terra. Durante le prime comparse nella serie non sapeva ben utilizzare i suoi poteri, per questo provocava grossi pasticci ed era sempre costretta a fuggire. Inizialmente fa parte dei buoni, ma poi, per imparare a controllare i suoi poteri, si allea con i malvagi. Diventa per breve tempo pupilla di Slade. È innamorata di Beast Boy e alla fine della seconda serie si sacrifica per salvare la città, rimanendo pietrificata. In seguito ricompare una ragazza con le sue fattezze: farà capire a Beast Boy di essere Tara, ma decide di voler andare avanti con la sua nuova vita.
- Rosso X: in origine era un alter ego che Robin aveva creato per incastrare Slade, però nel seguito della storia il costume verrà rubato da qualcun altro. Chi ci sia in realtà sotto la maschera non lo sa nessuno, però ci sono buone probabilità che sia Jason Todd, il secondo Robin. Rosso X rimane per tutta la serie avvolto nel mistero, non si intuisce mai se è buono o cattivo, ma si capisce che sarà sempre l'alter ego di Robin.
- Mad Mod: un vecchietto, capace di ipnotizzare la gente, usando il proprio bastone per assorbire la giovinezza altrui.
- Stella Nera: il suo nome originario è Komand'r, sorella maggiore di Stella, è la prima in linea di successione per il trono di Tamaran. A differenza della sorella, lei è molto cattiva, malefica, doppiogiochista e subdola. Diversamente da tutti i Tamaraniani, i suoi poteri sono di una fluorescenza viola (dovuta al classico rito di pubertà Tamaraniano), occhi viola e capelli neri, mentre i classici Tamaraniani hanno le fluorescenze verdi, occhi verdi e capelli rossi, arancioni o castani. Nei Teen Titans ha tutti i poteri dei Tamaraniani. Ogni volta che compare, lo fa per distruggere la sorella (oppure per incastrarla facendola finire in galera al posto suo o procacciarle, suo malgrado, un matrimonio combinato).

## Personaggi secondari
- Sticky Joe: è un anziano senzatetto, innamorato di Sticky Joan, che riesce a rendere tutti felici al grido di: "Ciao!"
- Aqualad: spesso litiga con Beast Boy (lo chiama "piccolo goblin") ed è innamorato di Corvina; è amico di un esercito di gamberetti con cui i Titans fanno la brace.
- Wonder Twins: sono Zan e Jayna, due extraterrestri. Possono trasformarsi in qualsiasi animale (come Beast Boy) ma anche in oggetti non viventi (come il ghiaccio).
- Jeff (o il Jeff): è un baffuto investigatore (in realtà una maschera indossata da Stella rubia) che combatte il male affiancato da un dispenser della mostarda.
- Batman
- James Gordon: é un uomo anziano con capelli bianchi, che appare in alcune scene divertenti con Batman.